# Ricarville-du-Val
 Ricarville-du-Val  es una población y comuna francesa, en la región de Alta Normandía, departamento de Sena Marítimo, en el distrito de Dieppe y cantón de Envermeu.

## Demografía
| 148 | 130 | 128 | 123 | 118 | 107 |
| Para los censos de 1962 a 1999 la población legal corresponde a la población sin duplicidades (Fuente: INSEE [Consultar]) |     |     |     |     |     |